# 福井県道38号丸岡インター線
福井県道38号丸岡インター線（ふくいけんどう38ごう まるおかインターせん）は、福井県坂井市を通る県道（主要地方道）である。

## 概要

### 路線データ
- 起点：福井県坂井市丸岡町小黒（北陸自動車道 丸岡IC）
- 終点：福井県坂井市丸岡町八ツ口（福井県道30号福井丸岡線交点）

## 歴史
- 1993年（平成5年）5月11日 - 建設省から、県道丸岡インター線が丸岡インター線として主要地方道に指定される[1]。

## 地理

### 通過する自治体
- 坂井市

### 交差する道路
- 北陸自動車道 丸岡IC（坂井市丸岡町小黒、起点）
- 福井県道17号勝山丸岡線（坂井市丸岡町猪爪二丁目・丸岡インター入口交差点）
- 福井県道167号磯部島西瓜屋線（坂井市丸岡町西瓜屋・寅国交差点）
- 国道8号 福井バイパス（坂井市丸岡町今福・八ツ口交差点）
- 福井県道30号福井丸岡線（坂井市丸岡町八ツ口、終点）

### 沿線にある施設など
- 坂井市立丸岡中学校